# Eleccions municipals de València de maig de 1909
Les eleccions municipals de València de maig de 1909 van ser unes eleccions municipals de València dins del marc de les eleccions municipals espanyoles de maig de 1909, organitzades pel govern d'Antonio Maura Montaner i celebrades el 2 de maig de 1909.
A València, les eleccions es van fer durant l'alcaldia del conservador José Maestre Laborde-Boix i van ser els primers comicis amb vot obligatori degut a la recent llei electoral maurista de 1907. La celebració de les eleccions aquest any té una gran importancia degut a que va ser paral·lela a la celebració de l'Exposició Regional Valenciana, impulsada pel marqués del Túria i polític conservador Tomás Trénor Palavicino i que marcà un abans i un després en la modernització de València.
El resultat de les eleccions va dur la tradicional victòria dels blasquistes, tot i que sense una majoria destacable. Igualment, la suma de blasquistes, sorianistes i republicans independents fa que el republicanisme siga majoritàri al consistori, deixant als partits dinàstics en clara minoria. El desembre del mateix any, tornarien a haver-hi noves eleccions.

## Resultats
| Districte                 | Candidats                    | Electe | Partit | Vots  |
| ------------------------- | ---------------------------- | ------ | ------ | ----- |
| CENTRE (3 regidors)       | Antonio Pinto Codoñer        | Sí     | PURA   | 1.481 |
| CENTRE (3 regidors)       | José Marco Cabrelles         | Sí     | PURA   | 1.432 |
| CENTRE (3 regidors)       | Ernesto Ibáñez Rizo          | Sí     | PL     | 1.166 |
| CENTRE (3 regidors)       | Vicente Marzal Mustieles     | No     | PC     | 617   |
| CENTRE (3 regidors)       | José María Olmos Ruiz        | No     | CRV    | 376   |
| CENTRE (3 regidors)       | Vicente Domingo Estellés     | No     | Ind    | 130   |
| CENTRE (3 regidors)       |                              |        | 5.202  |       |
| AUDIÈNCIA (2 regidors)    | Francisco Marco Bori         | Sí     | PC     | 752   |
| AUDIÈNCIA (2 regidors)    | Enrique Adrien Mur           | Sí     | CT     | 752   |
| AUDIÈNCIA (2 regidors)    | José Navarro Tronch          | No     | PURA   | 663   |
| AUDIÈNCIA (2 regidors)    | José Suria Catalá            | No     | PRR    | 494   |
| AUDIÈNCIA (2 regidors)    | Francisco Martínez Martínez  | No     | CRV    | 209   |
| AUDIÈNCIA (2 regidors)    |                              |        | 2.870  |       |
| UNIVERSITAT (2 regidors)  | Carlos Dupuy de Lome         | Sí     | PC     | 850   |
| UNIVERSITAT (2 regidors)  | Modesto Jiménez Bentrosa     | Sí     | PURA   | 678   |
| UNIVERSITAT (2 regidors)  | Pablo Meléndez Gonzalo       | No     | LC     | 614   |
| UNIVERSITAT (2 regidors)  | Ricardo Camilleri Gómez      | No     | PRR    | 496   |
| UNIVERSITAT (2 regidors)  |                              |        | 2.638  |       |
| TEATRE (3 regidors)       | Ricardo Ibáñez Ripollés      | Sí     | PC     | 1.148 |
| TEATRE (3 regidors)       | Faustí Valentín i Torrejón   | Sí     | PURA   | 1.138 |
| TEATRE (3 regidors)       | José Roig Estellés           | Sí     | PURA   | 1.070 |
| TEATRE (3 regidors)       | Eduardo Solano Vela          | No     | PL     | 941   |
| TEATRE (3 regidors)       | Vicente Albiach García       | No     | PRR    | 830   |
| TEATRE (3 regidors)       |                              |        | 5.127  |       |
| HOSPITAL (2 regidors)     | Manuel Juan Ruiz             | Sí     | PURA   | 1.599 |
| HOSPITAL (2 regidors)     | Pedro Aliaga Millán          | Sí     | PL     | 1.090 |
| HOSPITAL (2 regidors)     | Juan Bautista Algarra Llácer | No     | PRR    | 854   |
| HOSPITAL (2 regidors)     |                              |        | 3.543  |       |
| MISERICÒRDIA (3 regidors) | Francisco Boví Rausell       | Sí     | PC     | 1.424 |
| MISERICÒRDIA (3 regidors) | Francisco Sempere Masiá      | Sí     | PURA   | 1.205 |
| MISERICÒRDIA (3 regidors) | Vicente Veres Comí           | Sí     | PURA   | 1.182 |
| MISERICÒRDIA (3 regidors) | Francisco de P. Nogués Adam  | No     | LC     | 1.089 |
| MISERICÒRDIA (3 regidors) | Ángel Gayubar Loscos         | No     | PRR    | 966   |
| MISERICÒRDIA (3 regidors) | Germán Fabra Albiñana        | No     | Ind    | 259   |
| MISERICÒRDIA (3 regidors) |                              |        | 6.125  |       |
| MUSEU (2 regidors)        | Camilo Olcina Pérez          | Sí     | PURA   | 1.293 |
| MUSEU (2 regidors)        | Miguel Guzmán Cubells        | Sí     | CT     | 1.179 |
| MUSEU (2 regidors)        | Sixto Barata Gil             | No     | PRR    | 1.090 |
| MUSEU (2 regidors)        |                              |        | 3.562  |       |
| RUSSAFA (3 regidors)      | Julio Romero Mocholí         | Sí     | PURA   | 1.944 |
| RUSSAFA (3 regidors)      | Juan Bort Olmos              | Sí     | PURA   | 1.827 |
| RUSSAFA (3 regidors)      | Pascual Lluesma Tomás        | Sí     | Ind    | 1.383 |
| RUSSAFA (3 regidors)      | José Ciurana                 | No     | Ind    | 1.272 |
| RUSSAFA (3 regidors)      | Vicente Chirivella           | No     | Ind    | 1.191 |
| RUSSAFA (3 regidors)      |                              |        | 7.617  |       |
| VEGA (3 regidors)         | José María Corell Montalt    | Sí     | PRR    | 2.285 |
| VEGA (3 regidors)         | Manuel Castellano Ballester  | Sí     | PURA   | 1.935 |
| VEGA (3 regidors)         | Víctor Máñez Peixó           | Sí     | PURA   | 1.831 |
| VEGA (3 regidors)         | Manuel Oller Celda           | No     | LC     | 1.826 |
| VEGA (3 regidors)         | Salvador Pérez Burgos        | No     | PRR    | 1.769 |
| VEGA (3 regidors)         | José Camaña Laymón           | No     | PC     | 1.615 |
| VEGA (3 regidors)         |                              |        | 11.261 |       |
| PORT (2 regidors)         | Fidel Gurrea Olmos           | Sí     | PL     | 1.515 |
| PORT (2 regidors)         | Carlos Soler Martínez        | Sí     | PURA   | 1.281 |
| PORT (2 regidors)         | Juan Domingo Carles          | No     | PRR    | 898   |
| PORT (2 regidors)         |                              |        | 3.694  |       |